# پرچم هند
پرچم هند پرچمی با سه رنگ زعفرانی(نارنجی)، سفید، سبز است که نماد آشوکا چاکرا به شکل یک چرخ ۲۴ دنده، در وسط آن قرار دارد. این پرچم در ۲۲ ژوئیه ۱۹۴۷ تصویب شد. طراح اصلی آن شخصی به نام پینگالی ونکایا است. پرچم هند تیرَنگا (به هندی: तिरंगा) به معنی «سه رنگ» نامیده می‌شود.

Construction sheet of the flag's design
Detailed construction sheet of the Ashoka Chakra

تصویر پرچم قدیمی هند زمانی که مستعمره امپراتوری بریتانیا‌بود

تصویر یک پرچم سه رنگ که توسط گاندی به مجلس آن کشور در سال ۱۹۲۱ معرفی شد. در وسط آن یک چرخ نخ‌ریسی وجود دارد